# Rio dos Corvos
O rio dos Corvos é um rio brasileiro do Estado do Rio Grande do Sul.